# Museibanornas Riksorganisation
Museibanornas Riksorganisation (MRO) ist ein Dachverband gemeinnütziger Vereine in Schweden, die das Ziel haben, voll funktionsfähige ältere Eisenbahnen und Straßenbahnen zu erhalten und zu betreiben.

## Aufgaben
Museibanornas Riksorganisation (deutsch in etwa: Nationaler Verband der Museumsbahnen) hat seinen Sitz in Stockholm. Er vertritt Vereine, die nach nationalem Verständnis den Zweck haben, ältere Eisenbahn- oder Straßenbahnanlagen zu erhalten und zu betreiben. Die Arbeit einer solchen Einrichtung muss ohne Gewinnabsicht erfolgen und auf freiwilliger, unentgeltlicher Arbeit basieren.
Die Museumsstrecken sind für den öffentlichen Betrieb zugänglich und die MRO-Mitglieder tragen die volle Verantwortung für ihre eigene Strecke und den Verkehr. Die Strecken sind in der Regel Eigentum der Vereine, in manchen Fällen jedoch auch der Kommune oder einem anderen Eigentümer. 29 über das ganze Land verteilte Vereine sind der MRO angeschlossen. Der nördlichste Verein ist in der Nähe von Sundsvall, der südlichste in Malmö.
MRO ist eine politisch und religiös unabhängige Organisation und vertritt die angeschlossenen Vereine unter anderem bei
- Behördenkontakten bezüglich Vorschriften, Rechtsfragen, Gebühren
- gemeinsame Versicherungsangelegenheiten
- der Entwicklung einer gemeinsamen MRO-Verkehrssicherheitsanweisung

Weiter führt MRO Seminare zum Thema Verkehrssicherheit durch und unterstützt bei Themen wie dem Kauf von Produkten, die heute weniger leicht verfügbar sind wie etwa Steinkohle für den Betrieb der Strecken mit Dampflokomotiven.
MRO arbeitet aktiv mit dem Transporthistoriskt Nätverk zusammen und macht das bewegliche Kulturerbe und seine Bedeutung sowie Beiträge zur Zivilgesellschaft sichtbar. Im Laufe der Jahre haben die MRO-Mitglieder unter anderem Wagen, Lokomotiven, Streckeninfrastruktur und andere Erinnerungsgegenstände wie Schilder im Zusammenhang mit der Eisenbahngeschichte erhalten. Der Zweck der Vereinigung besteht darin, die Geschichte aufzuzeigen, die die Eisenbahn und die Straßenbahn im Laufe der Jahre hervorgebracht hat.
Die Vereinigung ist Mitglied bei Arbetsam, Fedecrail und Svenska Industriminnesföreningen.

## Mitglieder der MRO
- Galtströmståget
- Dellenbanan
- Jädraås–Tallås Järnväg
- Upsala–Lenna Jernväg
- Nora Bergslags Veteran-Jernväg
- Köping–Uttersbergs Järnväg
- Djurgårdslinjen
- Östra Södermanlands Järnväg
- Museispårvägen Malmköping
- Järnvägssällskapet Åmål–Årjäng
- Wadstena-Fogelsta Jernväg
- Risten-Lakviks Järnväg
- Skara–Lundsbrunns Järnvägar
- Munkedals Järnväg
- Anten-Gräfsnäs Järnväg
- Gotland-Hesselby Järnväg
- Smalspårsjärnvägen Hultsfred–Västervik
- Böda Skogsjärnväg BöSJ
- Smalspåret Växjö–Västervik
- Ohs Bruks Järnväg
- Skåne-Smålands Järnvägsförening
- Föreningen Veteranjärnvägen
- Museiföreningen Skånska Järnvägar
- Museispårvägen Malmö
- Svenska Spårvägssällskapet
- Spårvägssällskapet Ringlinien
- Bläse Kalkbruk
- Landabanan
- Hagfors Järnvägsmuseums vänförening